# Parcul Național Góry Stołowe
Parcul Național Góry Stołowe (în poloneză: Park Narodowy Gor Stołowich) este o arie protejată de interes național ce corespunde categoriei a II-a IUCN, (parc național) situat în Polonia, pe teritoriul administrativ al voievodatului Silezia Inferioară.

## Localizare
Aria naturală cu o suprafață de 63,40 km2 ocupă partea poloneză a munților Stołowe (Góry Stołowe) și se află în extremitatea sud-vestică a țării, în sudul voievodatului Silezia Inferioară, la granița cu Cehia.

## Descriere
Parcul Național Góry Stołowe a fost înființat în anul 1993 și reprezintă o zonă montană cu stâncării (roci stratificate constituite din gresii și marne sub formă de turnuri, ace, ciuperci, labirinturi), cu păduri, pajiști și văii ce conferă locului o priveliște aparte. Aria naturală reprezintă o zonă cu un deosebit interes geologic, floristic, faunistic și peisagistic. 

## Floră și faună
Flora ariei naturale protejate este una diversificată și alcătuită din specii de arbori (brad, molid, fag, ulm) și ierburi (piperul lupului, saschiu, ciurul zânelor, arnică, gențiană, coacăz negru).
Fauna este constituită din specii de mamifere (cerb, căprioară, mistreț, vulpe, jder, bursuc), păsări (uliu, codobatură, barză neagră, bufniță), reptile și amfibieni (șarpe orb, triton, salamandră), pești sau insecte. 